# إقلاع وهبوط عمودي

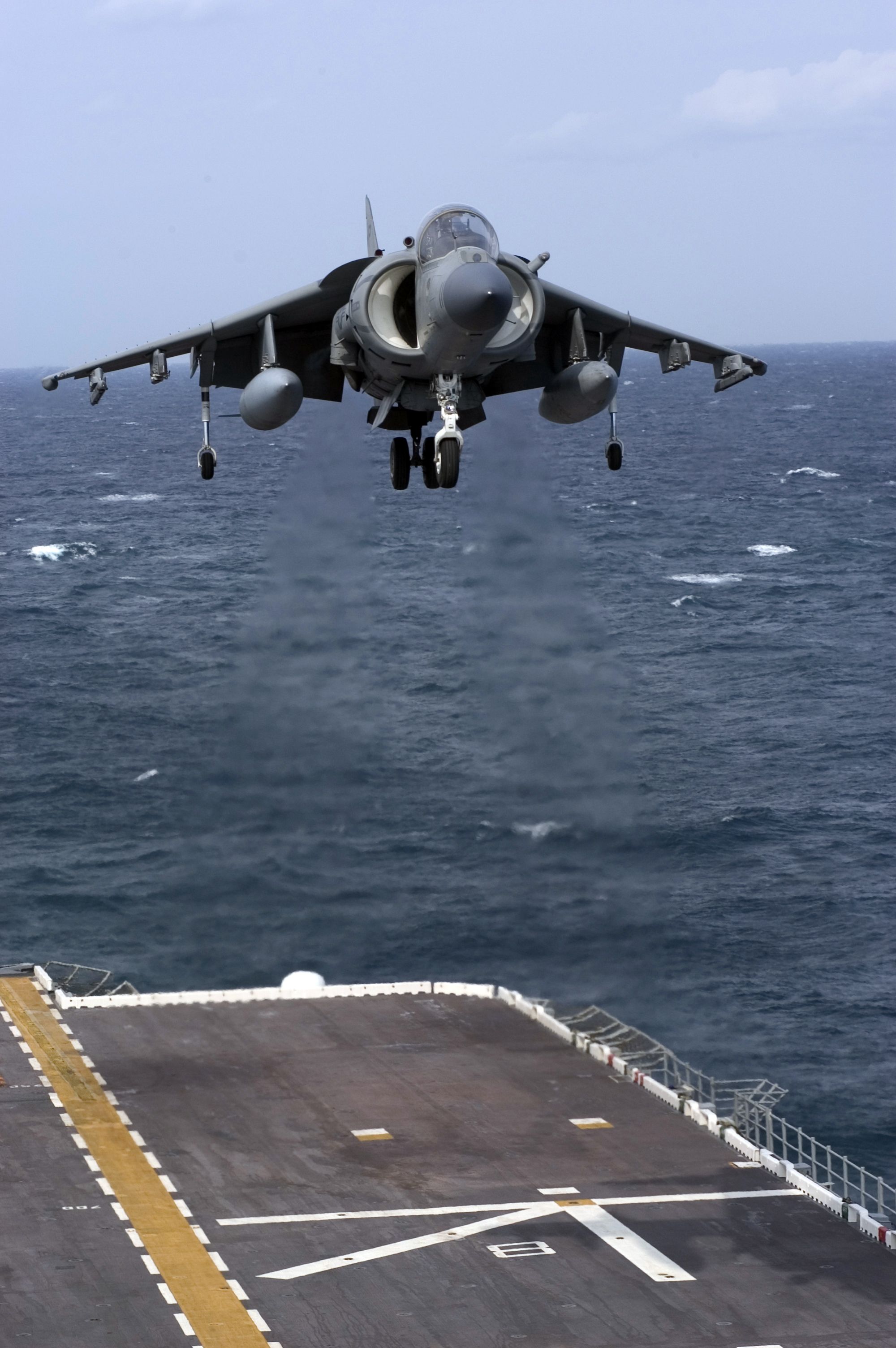
طائرة هارير جامب جيت، إحدى طائرات فتول الأكثر شهرة.

إقلاع وهبوط عمودي أو فيتول (بالإنجليزية: VTOL)‏ هي الاختصار للعبارة الإنجليزية Vertical Take-Off and Landing ، وهو تصنيف يتضمن الطائرات ثابتة الجناح التي يمكنها أن تحوم، وتقلع وتهبط بطريقة عمودية فضلاً عن المروحيات، وغيرها من المركبات الجوية التي تعمل بقوة  دوار. مثل الأوتوجايرو، والمنطاد التي لا تعتبر فيتول. بعض طائرات الفيتول يمكن أيضاً تصنيفها على أنها طائرات الاقلاع والهبوط التقليدي أو الإقلاع والهبوط القصير أو الإقلاع القصير والهبوط العمودي. من ناحية أخرى المروحيات تستطيع فقط العمل كطائرة فيتول ويرجع ذلك لافتقادها لعدة هبوط التي يمكن التعامل مع الحركة الأفقية. الإقلاع والهبوط العمودي هو تصنيف فرعي من إقلاع وهبوط عمودي/قصير.
هناك حالياً نوعان فرعيان لطائرات الإقلاع والهبوط العمودي  في الخدمة العسكرية: طائرات تستخدم دوارا مائلا مثل بيل بوينغ في-22 أوسبري ، وطائرات تستخدم دفع نفاث موجّه مثل عائلة طائرات الهارير.

## التاريخ

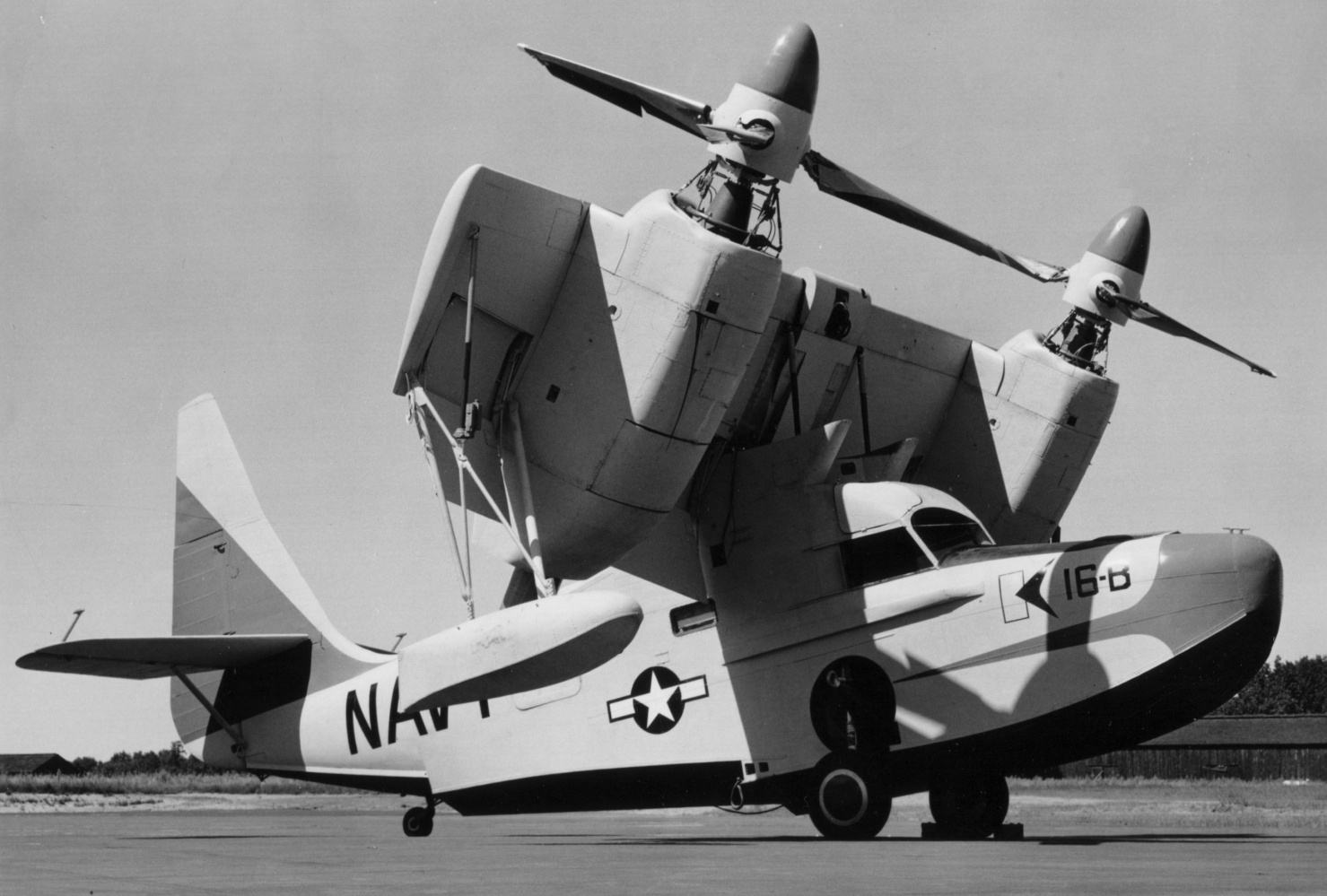
الطائرة K-16B

بالإضافة للمروحيات كثير من التصميمات  تم تجريبها لتطوير طائرة قادرة على الإقلاع والهبوط العمودي. كان لدي رولز رويس سبق في صناعة الفيتول في 1953 وهي رولز رويس آلة قياس الدفع والمعروفة بفلاينج بيد ستيد، والتي أدت إلى تصنيع أول محرك فيتول في أول طائرة  بريطانية تصعد وتهبط عموديا  وهي الطائرة شورت إس سي 1 (1957) والتي استخدمت 4 محركات رفع عمودية وآخر أفقي للتحرك للأمام.
فكرة استخدام نفس المحرك للطيران الأفقي والعمودي بتغيير مسار الدفع أدت إلى المحرك بريستول سايدلي بيجاسوس والذي استخدم أنابيبا دواره لتوجيه الدفع  لعدة زوايا. أخذ المحرك يتطور جانبا إلى جنب للطائرة هوكر بيه 1127 والتي دخلت مرحلة التصنيع كهوكر سايدلي هارير؛ وعلى الرغم من تفوق هوكر سايدلي بيه 1154 إلا أن المشروع ألغي في 1965.

## معرض

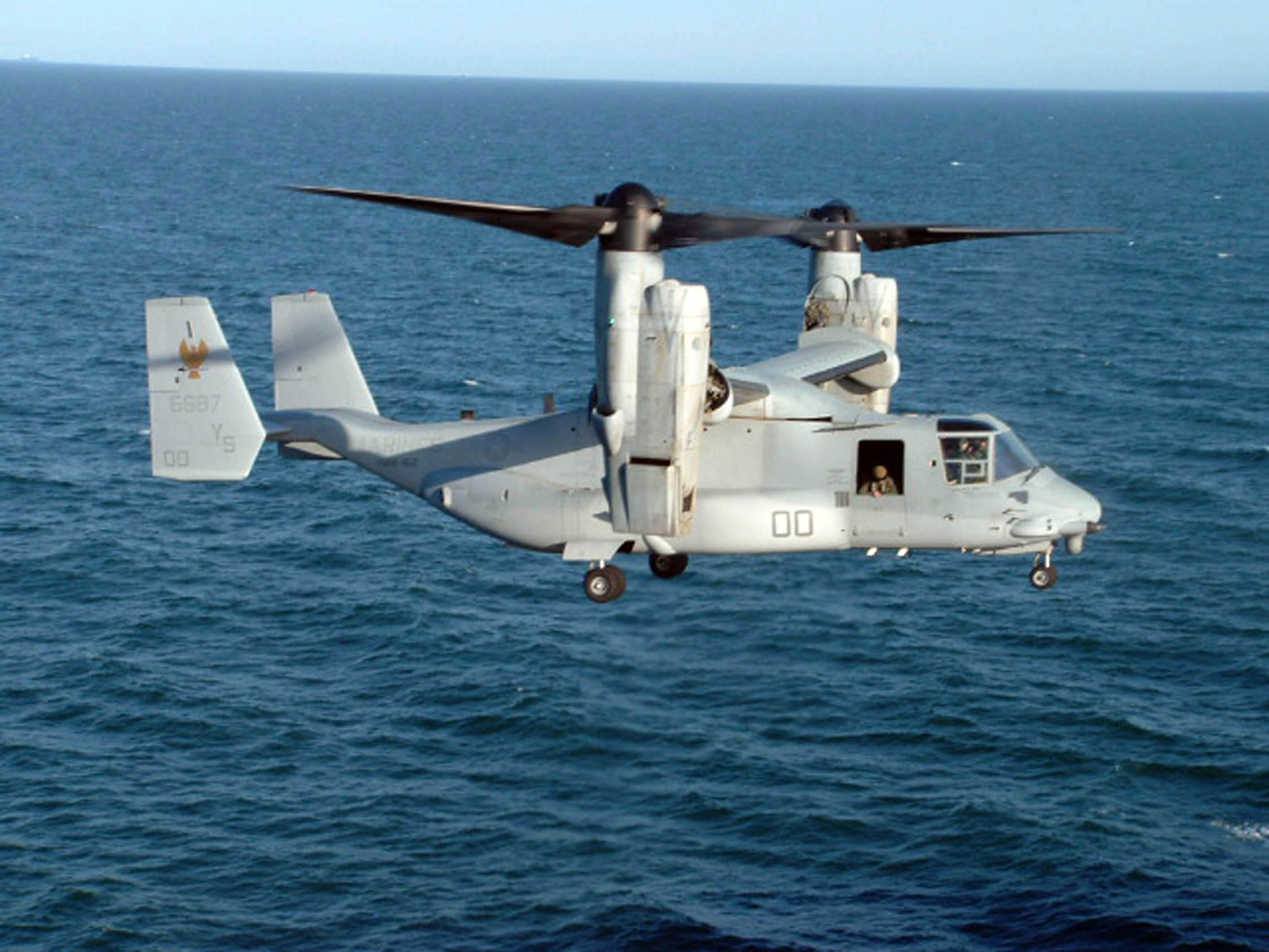

- رحلة إف-35، تحول إلى إمكانيات الفتول، إقلاع عمودي، عملية تزويد وقوع في الجو، تحويم عمودي وهبوط
- هبوط طائرة إف-35 عمودياً.